# 切尾擬鱨
切尾擬鱨（學名：Pseudobagrus truncatus）為輻鰭魚綱鯰形目鱨科的其中一種，為温帶淡水魚類，分布於亞洲中國淡水流域，體長可達15.7公分，棲息在底層水域，生活習性不明。

## 扩展阅读
維基物種上的相關：切尾擬鱨